# Elena Bonnėr
Elena Georgievna Bonnėr, coniugata Sacharova, in russo Еле́на Гео́ргиевна Бо́ннэр? (Merv, 15 febbraio 1923 – Boston, 18 giugno 2011), è stata un'attivista e medico sovietica, moglie di Andrej Sacharov.

## Biografia
Nacque a Merv, nell'allora Repubblica autonoma del Turkestan, dall'armeno Lebon Sarkisovič Kočarov (Kočarjan) e dall'ebrea Ruf' Georgievna Bonnėr col nome di battesimo Lusik. Il patrigno, Gevork Sarkisovič Alichanov, capo dell'ufficio del personale del Comintern, venne fucilato il 13 febbraio 1938. La madre fu arrestata il 10 dicembre 1937 e scontò 8 anni in un campo di lavoro correzionale nel Kazakistan. In seguito all'arresto di entrambi i genitori, che nel 1954 furono poi riabilitati, nel 1937 la Bonnėr si trasferì a Leningrado dai nonni.
Nel 1940 finì la scuola ed iniziò a frequentare i corsi serali della facoltà di lingua russa e letteratura dell'istituto pedagogico A.I. Gerzen di Leningrado. Partecipò alla grande guerra patriottica come volontaria nell'Armata Rossa, nel ruolo di infermiera, subendo una grave contusione ed una ferita, dopodiché lavorò come infermiera semplice e più tardi, nel 1943, come capo infermiera sul treno sanitario n. 122. Nel 1971 venne riconosciuta come invalida di seconda classe della grande guerra patriottica. Dal 1947 al 1953 Elena studiò all'Istituto di medicina di Leningrado, e dopo gli studi lavorò come medico.
Ebbe una figlia, Tat'jana (nata nel 1950), ed un figlio, Aleksej (nato nel 1956); divorziò dal loro padre, Ivan Vasilevič Semënov, nel 1965. Nel 1972 sposò l'accademico dissidente Andrej Sacharov, che aveva conosciuto due anni prima a Kaluga nel corso di un processo contro dissidenti. Lo sostituì nel 1975 alla cerimonia dell'assegnazione del premio Nobel per la pace ad Oslo. Insieme a Sacharov fu relegata nella città di Gor'kij.
Dall'inizio della partecipazione attiva di Elena Bonnėr nell'attività della difesa dei diritti dell'uomo fu soggetta a repressioni e sabotaggi, perquisizioni spesso illegali e furti di documenti inerenti a tale attività e non. I figli furono costretti ad emigrare, mentre alla fidanzata del figlio (Liza Alekseeva) fu negato il permesso di emigrare per raggiungere il fidanzato. Per fare in modo che le discriminazioni nei confronti della futura nuora finissero, i coniugi Sacharov (già relegati a Gor'kij) si sottoposero ad uno sciopero della fame (22 novembre - 9 dicembre 1981). Tale forma di protesta ebbe il suo effetto e Liza Alekseeva fu lasciata emigrare.
Nel dicembre 1986 Mikhail Gorbaciov permise a Sacharov e Bonnėr di tornare a Mosca. Dopo la morte di Sacharov, avvenuta il 14 dicembre 1989, ha creato la Fondazione Andrej Sacharov e gli Archivi Sacharov a Mosca. Nel 1993, ha donato i documenti di Sacharov in Occidente alla Brandeis University negli Stati Uniti; nel 2004 furono consegnati all'Università di Harvard. Bonnėr si unì ai difensori del parlamento russo durante il colpo di Stato di agosto e sostenne Boris El'cin durante la crisi costituzionale all'inizio del 1993.
Nel 1994, indignata da quello che definì "genocidio del popolo ceceno", Bonnėr si dimise dalla Commissione per i diritti umani di El'cin e si oppose apertamente al coinvolgimento armato russo in Cecenia e criticò il Cremlino per il presunto ritorno all'autoritarismo in stile KGB sotto Vladimir Putin. È stata anche critica nei confronti della soluzione internazionale del "quartetto" a due Stati al conflitto israelo-palestinese ed ha espresso timori per l'aumento dell'antisemitismo in Europa.
La Bonnėr è stata tra i primi 34 firmatari del manifesto online anti-Putin "Putin deve andarsene", pubblicato il 10 marzo 2010. La sua firma è stata la prima.
Dal 2006, Bonnėr ha diviso il suo tempo tra Mosca e gli Stati Uniti, dove ha due figli, cinque nipoti, una pronipote e un pronipote. Morì il 18 giugno 2011 per insufficienza cardiaca a Boston, Massachusetts, all'età di 88 anni. Secondo sua figlia, Tat'jana Jankelevič, era ricoverata in ospedale dal 21 febbraio.

## Opere
- Soli insieme (Alone Together), traduzione dall'inglese di Barbara Besi Ellena, Garzanti 1986.
- Madri e figlie (Docki-Materi), traduzione dal russo di Elena Gori Corti, Spirali, Milano 2003.

## Riconoscimenti
Ha ricevuto numerosi premi internazionali per i diritti umani.
- 1991 - Premio Rafto
- 1999 - Medaglia della Libertà Truman-Reagan
- 2001 - Medaglia Robert Schuman del Parlamento europeo
- 2004 - Medaglia Giuseppe Motta per la tutela dei diritti umani

E ancora: i premi dell'Unione internazionale umanista ed etica, l'Alleanza mondiale delle donne, la Fondazione Adelaida Ristori, il National Endowment for Democracy degli Stati Uniti, la medaglia commemorativa lituana.

## Film e tv
- Nel 2005 Bonner ha partecipato a "They Chose Freedom", un documentario televisivo in quattro parti sulla storia del movimento dissidente sovietico. Bonner faceva parte del Board of Advancing Human Rights (ONG).
- Bonner è stata interpretata da Glenda Jackson nel film Sakharov del 1984.